# Jesse Moss
Jesse Moss (* 4. Mai 1983 in Vancouver, British Columbia, Kanada) ist ein kanadischer Schauspieler.
Er spielte in Filmen wie Final Destination 3, neben Mary Elizabeth Winstead und Ryan Merriman, und in Ginger Snaps – Das Biest in Dir an der Seite von Kris Lemche. In der kanadischen Fernsehserie Die Geheimnisse von Whistler spielte er die Rolle des Quinn McKaye. Im Film Spectacular! spielte er die Rolle des Nils.

## Filmografie (Auswahl)
Filme
- 2000: Ginger Snaps – Das Biest in Dir (Ginger Snaps)
- 2006: Final Destination 3
- 2009: Der Fluch der 2 Schwestern (The Uninvited)
- 2009: Spectacular!
- 2009: Merlin und das Schwert Excalibur (Merlin and the Book of Beasts) (Fernsehfilm)
- 2010: Tucker and Dale vs Evil
- 2010: Dear Mr. Gacy
- 2012: Wilde Kirschen
- 2013: 13 Eerie
- 2014: WolfCop
- 2014: Extraterrestrial: Sie kommen nicht in Frieden

Serien
- 1995: Grusel, Grauen, Gänsehaut (Are You Afraid of the Dark?, eine Folge)
- 2001: Fionas Website (So Weird, eine Folge)
- 2001: Dark Angel (eine Folge)
- 2002: X-Factor: Das Unfassbare (Beyond Belief: Fact or Fiction, eine Folge)
- 2002;2006: Dead Zone (2 Folgen)
- 2002: Der Fall John Doe! (John Doe, eine Folge)
- 2002: Twilight Zone (The Twilight Zone, eine Folge)
- 2004: Tru Calling – Schicksal reloaded! (Tru Calling, eine Folge)
- 2005: Trollz (Synchronstimme von Coal, 5 Folgen)
- 2006–2007: Die Geheimnisse von Whistler (Whistler, 26 Folgen)
- 2012: Continuum (Fernsehserie, 1 Folge)
- 2013–2014: Cedar Cove – Das Gesetz des Herzens (Cedar Cove, 7 Folgen)
- 2014: Strange Empire (Fernsehserie, 1 Folge)
- 2014: Motive  (Fernsehserie, 1 Folge)
- 2015: iZombie (Fernsehserie, 1 Folge)
- 2016: Supernatural (Fernsehserie, 1 Folge)
- 2017: The Good Doctor (Fernsehserie, 1 Folge)
- 2017, 2018: Ghost Wars (Fernsehserie, 12 Folgen)
- 2018–2020: The Hollow (Fernsehserie, 9 Folgen)
- 2020: Supergirl (Fernsehserie, 2 Folgen)